# Génesis Miranda
Génesis Anais Miranda Rosario (5 giugno 1996) è una pallavolista portoricana, schiacciatrice delle Atenienses de Manatí.

## Carriera

### Club
La carriera di Génesis Miranda inizia nei tornei scolastici portoricani, giocando per il Colegio Carmen Sol. Dopo il diploma gioca a livello universitario in NCAA Division I, passando un biennio alla Evansville e poi altre due annate alla Iowa State. 
Nel gennaio 2018 approda da professionista in Ungheria, partecipando alla seconda parte della Nemzeti Bajnokság I 2017-18 con lo Jászberényi, mentre nella stagione seguente è di scena con il Gümüşhane Gençlerbirliği nella divisione cadetta turca fino a febbraio, quando torna nella massima divisione ungherese, vestendo la maglia dell'Haladás per il resto dell'annata e anche in quella seguente.
Nel campionato 2020-21 milita in Spagna, partecipando alla Superliga Femenina de Voleibol con il Sayre Mayser, mentre, nel gennaio 2022, nel corso del campionato seguente, approda nella terza divisione del campionato spagnolo con il Bruxas; conclusi gli impegni con la formazione iberica, partecipa alla Liga de Voleibol Superior Femenino 2022 con le Atenienses de Manatí.

### Nazionale
Fa parte delle selezioni giovanili portoricane, disputando con la selezione Under-18 il campionato nordamericano 2012 e la Coppa panamericana 2013, dove si aggiudica la medaglia d'argento, disputando il medesimo torneo anche con l'Under-20.
Sempre nel 2013 fa il suo debutto in nazionale maggiore, conquistando la medaglia di bronzo al campionato nordamericano.

## Palmarès

### Nazionale (competizioni minori)
- Coppa panamericana under 18 2013